# Joseph Mazzello
Joseph Mazzello III. (* 21. září 1983) je americký herec.

## Život
Narodil se v obci Rhinebeck ve státě New York. Jeho rodiče Ginnie a Joseph vlastní uměleckou školu a vedli první herecké kroky svého syna. Herectví se ostatně věnuje i sestra Mary Mazzello a mladší bratr John Mazzelo, kteří se také objevili ve filmech a reklamách.
Mazzello účinkuje ve filmu již od svých 5 let. Nejvíce na sebe upozornil rolemi ve filmech Jurský park (jako Tim Murphy, 1993) i Ztracený svět: Jurský park (1997) a nověji ve filmu Sociální síť (2010). Účinkoval také ve válečné minisérii HBO The Pacific ze stejného roku. V roce 2018 ztvárnil baskytaristu Johna Deacona z kapely Queen v životopisném filmu Bohemian Rhapsody.